# Shigemitsu Sudo
Shigemitsu Sudo (n. 2 aprilie 1956) este un fost fotbalist japonez.

## Statistici
| Japonia | Japonia | Japonia |
| An      | Meciuri | Goluri  |
| ------- | ------- | ------- |
| 1979    | 1       | 0       |
| 1980    | 8       | 0       |
| 1981    | 4       | 0       |
| Total   | 13      | 0       |